# 36
36 (XXXVI) var ett skottår som började en söndag i den julianska kalendern.

## Händelser

### Okänt datum
- Pontius Pilatus kallas hem till Rom från Jerusalem, efter att ha slagit ner ett samaritiskt uppror.
- Vitellius besegrar Artabanus av Partien till stöd för en annan tronkrävare, Tiridates III.
- Herodes Antipas gifter om sig. Detta upprör hans första svärfar, Aretas de Nabatene, som krossar Herodes militärt. Denne söker emellertid hjälp från Tiberius, vilket Tiberius dock ignorerar eftersom hans guvernör över Syrien, Vitellius är tystlåten om stöd till Herodes.
- Marculius blir guvernör över Judeen och Samarien.